# Ополовник бірманський
Ополовник бірманський (Aegithalos sharpei) — вид горобцеподібних птахів родини довгохвостосиницевих (Aegithalidae).

## Етимологія
Вид Aegithalos sharpei названий на честь англійського орнітолога Річарда Шарпа (1847—1909).

## Поширення
Ендемік М'янми. Трапляється у гірських районах штату Чин на північному заході країни.

## Опис
Дрібний птах завдовжки 11 см. Тіло пухке з великою округлою головою, коротким конічним дзьобом, короткими загостреними крилами та довгим клиноподібним хвостом. Спина, груди та черево коричневі. Крижі та хвіст сірого кольору. Лоб, тім'я, вуса, боки шиї і горло білі. Область навколо очей, брови і потилиця чорні.

## Спосіб життя
Живе у соснових лісах на висоті 2500 м над рівнем моря. Трапляється у невеликих сімейних групах з десятка птахів. Проводить більшу частину часу у пошуках поживи під пологом лісу. Живиться комахами, павуками та іншими дрібними безхребетними, зрідка ягодами і насінням. Сезон розмноження триває з квітня по початок червня. Моногамні птахи. У цей період пари ізолюються від зграї і стають строго територіальними.